# Florian Grillitsch
Florian Grillitsch (Neunkirchen, 7 augustus 1995) is een Oostenrijks voetballer die doorgaans als middenvelder speelt, voor 1899 Hoffenheim. Grillitsch debuteerde in maart 2017 in het Oostenrijks voetbalelftal, waarmee hij deelnam aan het EK 2020 en het EK 2024.

## Clubcarrière

### Werder Bremen
Grillitsch speelde in zijn geboorteland voor SVSF Pottschach en SKN Sankt Pölten alvorens Werder Bremen hem in de zomer van 2013 naar Duitsland haalde. Hij kwam in het seizoen 2013/14 uit voor Werder Bremen onder 19, waarvoor hij in zestien wedstrijden goed was voor tien doelpunten en zeven assists. In de seizoenen 2013/14, 2014/15 en 2015/16 speelde Grillitsch 36 wedstrijden voor Werder Bremen II. Voor het beloftenelftal was hij tienmaal trefzeker en gaf hij zes keer een assist.
Op 8 augustus 2015 maakte Grillitsch  in de wedstrijd om de DFB-Pokal tegen Würzburger Kickers zijn debuut in het eerste elftal. Werder Bremen wist na verlenging met 0−2 te winnen. Een week later maakte Grillitsch zijn debuut in de Bundesliga tegen Schalke 04. Hij kwam twintig minuten voor tijd het veld in als vervanger van Clemens Fritz. Hij groeide in zijn eerste seizoen bij het eerste elftal uit tot een vaste waarde en kwam tot dertig optredens waarin hij twee keer wist te scoren en goed was voor zes assists. Ook in zijn tweede seizoen bij het eerste elftal was Grillitsch, los van zijn tien weken durende blessure, een vaste waarde. Zo speelde hij 24 wedstrijden en kwam hij tot twee doelpunten (en nul assists).

### 1899 Hoffenheim
Met een aflopend contract bij Werder Bremen tekende Grillitsch op 19 januari 2017 een per 1 juli 2017 ingaand contract bij 1899 Hoffenheim. In de competitiewedstrijd tegen Bayer 04 Leverkusen (1–1 gelijkspel), op 26 augustus 2017, maakte hij zijn debuut voor de club. Op 2 november 2017 maakte in de UEFA Europa League-wedstrijd tegen Istanbul Başakşehir zijn eerste doelpunt voor 1899 Hoffenheim. In die groepsfase eindigde Hoffenheim echter als laatste, achter Istanbul Basaksehir, SC Braga en PFK Loedogorets. In de Bundesliga ging het beter, met een vierde plek en een ticket voor de UEFA Champions League. De seizoenen erop eindigde Grillitsch met 1899 Hoffenheim als achtste, zevende, elfde en opnieuw achtste. Hij speelde uiteindelijk vijf seizoenen bij 1899 Hoffenheim, waarin hij tot 151 wedstrijden met acht doelpunten en elf assists kwam. In het overgrote deel van de wedstrijden was Grillitsch basisspeler. In de zomer van 2022 liet Grillitsch zijn contract aflopen bij de club. 

### Ajax
Op 1 september 2022 tekende de transfervrije Grillitsch bij Ajax een contract voor een seizoen met een optie voor nog twee seizoenen. Zijn debuut in de Eredivisie volgde op 10 september, als invaller in de met 5−0 gewonnen thuiswedstrijd tegen sc Heerenveen. Grillitsch moest na zijn komst veelal genoegen nemen met een reserverol. In januari 2023 wees hij ondanks zijn huidige rol een aanbieding van Olympique Lyonnais af. Hij hield er aan vast om het seizoen bij Ajax af te maken en daar voor zijn kansen te willen gaan als hij weer volledig fit zou zijn.

### 1899 Hoffenheim
Eind juni 2023 keerde Grillitsch transfervrij terug naar 1899 Hoffenheim en tekende hij een contract tot de zomer van 2026. Hij speelde nog 38 wedstrijden in de Bundesliga voor Hoffenheim voordat hij in november 2024 onder de nieuwe coach Christian Ilzer op een zijspoor belande. Grillitsch schopte het sinds de komst van de Duitser niet tot de wedstrijdselectie en werd in februari 2025 uitgeleend aan Real Valladolid, op dat moment de hekkensluiter in de Primera División.

## Clubstatistieken
| Seizoen                   | Club            | Competitie     | Competitie | Competitie | Beker | Beker | Internationaal | Internationaal | Overig | Overig | Totaal | Totaal |
| Seizoen                   | Club            | Competitie     | Wed.       | Dlp.       | Wed.  | Dlp.  | Wed.           | Dlp.           | Wed.   | Dlp.   | Wed.   | Dlp.   |
| ------------------------- | --------------- | -------------- | ---------- | ---------- | ----- | ----- | -------------- | -------------- | ------ | ------ | ------ | ------ |
| 2015/16                   | Werder Bremen   | Bundesliga     | 25         | 1          | 5     | 1     | —              | —              | 0      | 0      | 30     | 2      |
| 2016/17                   | Werder Bremen   | Bundesliga     | 23         | 2          | 1     | 0     | —              | —              | 0      | 0      | 24     | 2      |
| Club totaal               | Club totaal     | Club totaal    | 48         | 3          | 6     | 1     | 0              | 0              | 0      | 0      | 54     | 4      |
| 2017/18                   | 1899 Hoffenheim | Bundesliga     | 25         | 1          | 1     | 0     | 3              | 1              | 0      | 0      | 29     | 2      |
| 2018/19                   | 1899 Hoffenheim | Bundesliga     | 30         | 0          | 0     | 0     | 6              | 1              | 0      | 0      | 36     | 1      |
| 2019/20                   | 1899 Hoffenheim | Bundesliga     | 31         | 0          | 3     | 1     | —              | —              | 0      | 0      | 34     | 1      |
| 2020/21                   | 1899 Hoffenheim | Bundesliga     | 26         | 2          | 1     | 0     | 7              | 2              | 0      | 0      | 34     | 4      |
| 2021/22                   | 1899 Hoffenheim | Bundesliga     | 18         | 0          | 0     | 0     | —              | —              | 0      | 0      | 18     | 0      |
| Club totaal               | Club totaal     | Club totaal    | 130        | 3          | 5     | 1     | 16             | 4              | 0      | 0      | 151    | 8      |
| 2022/23                   | Ajax            | Eredivisie     | 10         | 0          | 3     | 0     | 5              | 0              | 0      | 0      | 13     | 0      |
| Club totaal               | Club totaal     | Club totaal    | 10         | 0          | 3     | 0     | 5              | 0              | 0      | 0      | 13     | 0      |
| 2023/24                   | 1899 Hoffenheim | Bundesliga     | 30         | 1          | 1     | 0     | 0              | 0              | 0      | 0      | 31     | 1      |
| Club totaal               | Club totaal     | Club totaal    | 160        | 4          | 6     | 1     | 16             | 4              | 0      | 0      | 182    | 9      |
| Carrièretotaal            | Carrièretotaal  | Carrièretotaal | 218        | 7          | 15    | 2     | 21             | 4              | 0      | 0      | 249    | 13     |
| Bijgewerkt op 1 juli 2024 |                 |                |            |            |       |       |                |                |        |        |        |        |

## Interlandcarrière

### Jeugdelftallen
Grillitsch debuteerde op 30 augustus 2011 voor Oostenrijk onder 17 in de 3–0 gewonnen wedstrijd tegen Slovenië onder 17. Grillitsch kwam eveneens uit voor Oostenrijk onder 18. Later nam hij met Oostenrijk onder 19 deel aan het EK 2014. Grillitsch scoorde tweemaal in drie wedstrijden en zag zijn land uitgeschakeld worden in de halve finale door de later Europees kampioen Duitsland. Vervolgens kwam hij uit voor Oostenrijk onder 20. Op 12 oktober 2014 debuteerde hij in Jong Oostenrijk in de oefeninterland tegen de leeftijdsgenoten uit Congo-Kinshasa en was hij tevens trefzeker. In de zomer van 2015 nam hij met Jong Oostenrijk deel aan het WK 2015 in Nieuw-Zeeland en reikten zij tot de achtste finale.

### Oostenrijk
Op 26 maart 2017 werd Grillitsch door bondscoach Marcel Koller voor het eerst opgeroepen voor het Oostenrijks voetbalelftal. Hij werd de vervanger van de geblesseerd afgehaakte Louis Schaub. In de wedstrijd tegen Finland (1-1 gelijkspel) kwam Grillitsch na rust binnen de lijnen. Met Oostenrijk speelde hij mee op het EK 2020. Grillitsch werd op 7 juni 2024 door bondscoach Ralf Rangnick opgenomen in de Oostenrijkse selectie voor het EK 2024 in Duitsland. Oostenrijk werd groepswinnaar in een groep met Frankrijk, Nederland en Polen en werd in de achtste finales uitgeschakeld met een 1–2 nederlaag tegen Turkije. Grillitsch kwam op het toernooi in alle wedstrijden in actie.
| Interlands van Florian Grillitsch voor Oostenrijk | Interlands van Florian Grillitsch voor Oostenrijk | Interlands van Florian Grillitsch voor Oostenrijk | Interlands van Florian Grillitsch voor Oostenrijk | Interlands van Florian Grillitsch voor Oostenrijk | Interlands van Florian Grillitsch voor Oostenrijk |
| №                                                 | Datum                                             | Wedstrijd                                         | Uitslag                                           | Competitie                                        | Goals                                             |
| Als speler bij Werder Bremen                      | Als speler bij Werder Bremen                      | Als speler bij Werder Bremen                      | Als speler bij Werder Bremen                      | Als speler bij Werder Bremen                      | Als speler bij Werder Bremen                      |
| ------------------------------------------------- | ------------------------------------------------- | ------------------------------------------------- | ------------------------------------------------- | ------------------------------------------------- | ------------------------------------------------- |
| 1.                                                | 28 maart 2017                                     | Oostenrijk – Finland                              | 1 – 1                                             | Vriendschappelijk                                 |                                                   |
| 2.                                                | 11 juni 2017                                      | Ierland – Oostenrijk                              | 1 – 1                                             | Kwalificatie WK 2018                              |                                                   |
| Als speler bij 1899 Hoffenheim                    |                                                   |                                                   |                                                   |                                                   |                                                   |
| 3.                                                | 5 september 2017                                  | Oostenrijk – Georgië                              | 1 – 1                                             | Kwalificatie WK 2018                              |                                                   |
| 4.                                                | 6 oktober 2017                                    | Oostenrijk – Servië                               | 3 – 2                                             | Kwalificatie WK 2018                              |                                                   |
| 5.                                                | 9 oktober 2017                                    | Moldavië – Oostenrijk                             | 0 – 1                                             | Kwalificatie WK 2018                              |                                                   |
| 6.                                                | 14 november 2017                                  | Oostenrijk – Uruguay                              | 2 – 1                                             | Vriendschappelijk                                 |                                                   |
| 7.                                                | 23 maart 2018                                     | Oostenrijk – Slovenië                             | 3 – 0                                             | Vriendschappelijk                                 |                                                   |
| 8.                                                | 27 maart 2018                                     | Luxemburg – Oostenrijk                            | 0 – 4                                             | Vriendschappelijk                                 | 39'                                               |
| 9.                                                | 30 mei 2018                                       | Oostenrijk – Rusland                              | 1 – 0                                             | Vriendschappelijk                                 |                                                   |
| 10.                                               | 2 juni 2018                                       | Oostenrijk – Duitsland                            | 2 – 1                                             | Vriendschappelijk                                 |                                                   |
| 11.                                               | 10 juni 2018                                      | Oostenrijk – Brazilië                             | 0 – 3                                             | Vriendschappelijk                                 |                                                   |
| 12.                                               | 6 september 2018                                  | Oostenrijk – Zweden                               | 2 – 0                                             | Vriendschappelijk                                 |                                                   |
| 13.                                               | 11 september 2018                                 | Bosnië en Herzegovina – Oostenrijk                | 1 – 0                                             | UEFA Nations League 2018/19                       |                                                   |
| 14.                                               | 21 maart 2019                                     | Oostenrijk – Polen                                | 0 – 1                                             | Kwalificatie EK 2020                              |                                                   |
| 15.                                               | 6 september 2019                                  | Oostenrijk – Letland                              | 6 – 0                                             | Kwalificatie EK 2020                              |                                                   |
| 16.                                               | 19 november 2019                                  | Letland – Oostenrijk                              | 1 – 0                                             | Kwalificatie EK 2020                              |                                                   |
| 17.                                               | 7 september 2020                                  | Oostenrijk – Roemenië                             | 2 – 3                                             | Kwalificatie EK 2020                              |                                                   |
| 18.                                               | 7 oktober 2020                                    | Oostenrijk – Griekenland                          | 2 – 1                                             | Vriendschappelijk                                 |                                                   |
| 19.                                               | 14 oktober 2020                                   | Roemenië – Oostenrijk                             | 0 – 1                                             | UEFA Nations League 2020/21                       |                                                   |
| 20.                                               | 25 maart 2021                                     | Schotland – Oostenrijk                            | 2 – 2                                             | Kwalificatie WK 2022                              |                                                   |
| 21.                                               | 28 maart 2021                                     | Oostenrijk – Faeröer                              | 3 – 1                                             | Kwalificatie WK 2022                              |                                                   |
| 22.                                               | 2 juni 2021                                       | Engeland – Oostenrijk                             | 1 – 0                                             | Vriendschappelijk                                 |                                                   |
| 23.                                               | 6 juni 2021                                       | Oostenrijk – Slowakije                            | 0 – 0                                             | Vriendschappelijk                                 |                                                   |
| 24.                                               | 17 juni 2021                                      | Nederland – Oostenrijk                            | 2 – 0                                             | EK 2020 groepsfase                                |                                                   |
| 25.                                               | 21 juni 2021                                      | Oekraïne – Oostenrijk                             | 0 – 1                                             | EK 2020 groepsfase                                |                                                   |
| 26.                                               | 26 juni 2021                                      | Italië – Oostenrijk                               | 2 – 1                                             | EK 2020 achtste finale                            |                                                   |
| 27.                                               | 1 september 2021                                  | Moldavië – Oostenrijk                             | 0 – 2                                             | Kwalificatie WK 2022                              |                                                   |
| 28.                                               | 4 september 2021                                  | Israël – Oostenrijk                               | 5 – 2                                             | Kwalificatie WK 2022                              |                                                   |
| 29.                                               | 7 september 2021                                  | Oostenrijk – Schotland                            | 0 – 1                                             | Kwalificatie WK 2022                              |                                                   |
| 30.                                               | 9 oktober 2021                                    | Faeröer – Oostenrijk                              | 0 – 2                                             | Kwalificatie WK 2022                              |                                                   |
| 31.                                               | 12 oktober 2021                                   | Denemarken – Oostenrijk                           | 1 – 0                                             | Kwalificatie WK 2022                              |                                                   |
| 32.                                               | 12 november 2021                                  | Oostenrijk – Israël                               | 4 – 2                                             | Kwalificatie WK 2022                              |                                                   |
| 33.                                               | 15 november 2021                                  | Oostenrijk – Moldavië                             | 4 – 1                                             | Kwalificatie WK 2022                              |                                                   |
| Als speler bij Ajax                               |                                                   |                                                   |                                                   |                                                   |                                                   |
| 34.                                               | 16 november 2022                                  | Andorra – Oostenrijk                              | 0 – 1                                             | Vriendschappelijk                                 |                                                   |
| 35.                                               | 20 november 2022                                  | Oostenrijk – Italië                               | 2 – 0                                             | Vriendschappelijk                                 |                                                   |
| 36.                                               | 20 juni 2023                                      | Oostenrijk – Zweden                               | 2 – 0                                             | Kwalificatie EK 2024                              |                                                   |
| Als speler bij 1899 Hoffenheim                    |                                                   |                                                   |                                                   |                                                   |                                                   |
| 37.                                               | 7 september 2023                                  | Oostenrijk – Moldavië                             | 1 – 1                                             | Vriendschappelijk                                 |                                                   |
| 38.                                               | 12 september 2023                                 | Zweden – Oostenrijk                               | 1 – 3                                             | Kwalificatie EK 2024                              |                                                   |
| 39.                                               | 13 oktober 2023                                   | Oostenrijk – België                               | 2 – 3                                             | Kwalificatie EK 2024                              |                                                   |
| 40.                                               | 16 oktober 2023                                   | Azerbeidzjan – Oostenrijk                         | 0 – 1                                             | Kwalificatie EK 2024                              |                                                   |
| 41.                                               | 23 maart 2024                                     | Slowakije – Oostenrijk                            | 0 – 2                                             | Vriendschappelijk                                 |                                                   |
| 42.                                               | 4 juni 2024                                       | Oostenrijk – Servië                               | 2 – 1                                             | Vriendschappelijk                                 |                                                   |
| 43.                                               | 8 juni 2024                                       | Zwitserland – Oostenrijk                          | 1 – 1                                             | Vriendschappelijk                                 |                                                   |
| 44.                                               | 17 juni 2024                                      | Frankrijk – Oostenrijk                            | 0 – 1                                             | EK 2024                                           |                                                   |
| 45.                                               | 21 juni 2024                                      | Polen – Oostenrijk                                | 1 – 3                                             | EK 2024                                           |                                                   |
| 46.                                               | 25 juni 2024                                      | Nederland – Oostenrijk                            | 2 – 3                                             | EK 2024                                           |                                                   |
| 47.                                               | 2 juli 2024                                       | Turkije – Oostenrijk                              | 1 – 2                                             | EK 2024                                           |                                                   |
| 48.                                               | 10 oktober 2024                                   | Oostenrijk – Kazachstan                           | 4 – 0                                             | UEFA Nations League 2024/25                       |                                                   |
| 49.                                               | 13 oktober 2024                                   | Oostenrijk – Noorwegen                            | 5 – 1                                             | UEFA Nations League 2024/25                       |                                                   |
| 50.                                               | 17 november 2024                                  | Oostenrijk – Slovenië                             | 1 – 1                                             | UEFA Nations League 2024/25                       |                                                   |